# Государственный комитет национальной безопасности Республики Таджикистан
Госуда́рственный комите́т национа́льной безопа́сности Респу́блики Таджикиста́н (тадж. Кумитаи давлатии амнияти миллии Ҷумҳурии Тоҷикистон) — орган исполнительной власти Республики Таджикистан, спецслужба, орган разведки и контрразведки, осуществляющий в пределах своих полномочий решение задач по обеспечению национальной и государственной безопасности независимой Республики Таджикистан. Является преемником Комитета государственной безопасности Таджикской ССР (в составе КГБ СССР).
Наделена правом ведения предварительного следствия и дознания, оперативно-розыскной и разведывательной деятельности. Предусмотрена военная, правоохранительная и гражданская государственная служба. Относится к государственным военизированным организациям, которые имеют право приобретать боевое, ручное, стрелковое и иное оружие. Руководство деятельностью ГКНБ Таджикистана осуществляется Президентом Республики Таджикистан через председателя ГКНБ Таджикистана. Со 2 сентября 2010 года председателем является генерал-полковник Саймумин Ятимов.

## Председатели
- Сайдамир Зухуров (1992—1995/1996—1999)
- Сайданвар Камолов (1995—1996)
- Хайриддин Абдурахимов (1999—2010)
- Саймумин Ятимов (с 2010 года)